# 藤野寿一
藤野 寿一（ふじの としかず、1945年4月12日 - ）は、元NHKアナウンサー。

## 人物
埼玉県浦和市（現さいたま市）出身。埼玉県立浦和高校、北里大学卒業後の1970年入局。津→山形→浦和→函館→帯広→青森→山形→北見→仙台→山形と全国各地に勤務した。東京勤務はなく津局以外は東日本での勤務だった。定年後も山形でニュースを担当。山形を気に入り定住。

## その他
- 北海道南西沖地震で奥尻島の被災者向けにラジオで安否放送を担当。

## 過去の担当番組
- FMリクエストアワー（帯広、函館、青森、浦和時代）

- みんなの科学 話題をさぐる 「実験始まる波力発電」～鶴岡市由良海岸～（1978年8月18日、山形時代）

- 関東ネットワーク「漫画で交通安全」「公民館の洋上講座」（1980年9月22日、浦和時代）

- ネットワークやまがた

- よじらじ宮城！